# Москито (футболист)
Тиаго Родригес да Силва (порт. Thiago Rodrigues da Silva; 6 января 1996, Рио-де-Жанейро), известный также как Москито — бразильский футболист, нападающий клуба «Льягостера».

## Биография

### «Атлетико Паранаэнсе»
В 2011 году Москито уже выступал в юношеской (до 17 лет) команде клуба «Васко да Гама». Годом позже он перебрался в «Макаэ». В 2013 году Москито был арендован «Атлетико Паранаэнсе». Он провёл хороший сезон в молодёжной команде клуба и в 2014 году был выкуплен у «Макаэ». Его дебют за «Атлетико Паранаэнсе» состоялся 6 февраля 2014 года в матче кубка Либертадорес против клуба «Спортинг Кристал». Свой следующий матч он провёл в том же турнире 14 февраля. Это был матч против боливийской команды «Стронгест».

### «Васко да Гама»
В марте 2015 года Москито перешёл в «Васко да Гама», в основном составе которого дебютировал 26-го числа того же месяца в игре Лиги Кариоки с «Боавистой». Нападающий провёл на поле 53 минуты и был заменён. Игра завершилась победой адмиралов со счётом 2:1. Вместе с командой игрок стал чемпионом штата Рио-де-Жанейро 2015 года.

### «Льягостера»
14 августа 2015 года перешёл в «Льягостеру».

## Международная карьера
Москито выступает за Бразилию на юношеском и молодёжном уровне. В составе сборной до 15 лет он становился чемпионом континента. В составе сборной Бразилии до 17 лет Москито принимал участие на юношеском чемпионате Южной Америки 2013, где стал бронзовым призёром, и на юношеском чемпионате мира 2013, где ему удалось забить четыре гола.

## Достижения
- Чемпион Лиги Кариоки (1): 2015
- Чемпион Южной Америки (до 15 лет) (1): 2011